# هاشم خواستار
سید هاشم خواستار (زاده ۲ خرداد ۱۳۳۲ در بیرجند) مهندس کشاورزی، معلم بازنشسته، عضو هیئت مدیره کانون صنفی معلمان مشهد و فعال مدنی ایرانی است.

## زندگی‌نامه
هاشم خواستار دانش‌آموخته رشته مهندسی کشاورزی در سال ۱۳۵۵ از دانشگاه کشاورزی ارومیه‎، معلم بازنشسته و رئیس کانون صنفی معلمان مشهد است که در هنرستان کشاورزی تدریس می‌کرده‌است. او مدتهاست که از سوی دادگاه انقلاب مشهد با احکام مختلفی رو به رو می‌شود. هاشم خواستار از منتقدان آیت‌الله خامنه‌ای است و در نامه ای سرگشاده خطاب به او نوشته بود که شما «دنیای مردم ایران و خاورمیانه را جهنم کرده‌اید.»
هاشم خواستار که پیش از انقلاب ایران از فعالان دانشجویی بود و در اعتصابات دانشجویی دانشگاه ارومیه شرکت داشت، در مهرماه سال ۱۳۸۳ در رابطه با اعتصابات معلمان پس از هشت روز بازداشت در دادگاه انقلاب مشهد به اتهام اقدام علیه امنیت ملی به دو سال حبس محکوم شد که به ۳ سال حبس تعلیقی تبدیل شد.
خواستار در سال ۸۶ در دادگاه تخلفات اداری به کسر یک‌هشتم حقوق برای یکسال محکوم شد. سپس در سال ۸۸ در دادگاه انقلاب مشهد بار اول به اتهام اقدام علیه امنیت ملی به ۶ سال حبس و در دادگاه تجدید نظر با تقلیل حکم به ۲ سال حبس تعزیری محکوم گردید که بدون حتی یک روز مرخصی دوره دو ساله زندان را در وکیل آباد گذراند و به دلیل افشاگری -نامه – وضعیت زندان، جریمهٔ ۴۵ روز حبس اضافه را نیز در زندان وکیل آباد گذراند.
هاشم خواستار یک‌بار در تاریخ در ۳۱ تیرماه ۱۳۹۷ در جریان تجمع سکوت معلمان به همراه تعداد دیگری از معلمان بازداشت و به بازداشتگاه پلیس امنیت واقع در خیابان عباس‌آباد (وزرا) منتقل شد.
او همچنین به دلیل پرونده‌ای که پس از پایان محکومیت دوساله‌اش برای انتشار نامه‌هایی که در زندان نوشته علیه وی مفتوحه شده بود، به پرداخت جزای نقدی بدل از حبس محکوم شد که در پی مخالفت با پرداخت آن مجدداً بازداشت و روانه زندان وکیل آباد شد.
هاشم خواستار در پیگیری اعتراضات به وضعیت معیشتی و صنفی نابسامان معلمان در سالیان اخیر فعال بوده‌است. او در روند تکاملی فعالیت‌هایش پاسخ به مطالبات مختلف معلمان که در طول چهار دهه گذشته بدون اینکه پاسخی در خور بیابد، انباشته شده‌است، را در تغییرات گسترده در عرصه سیاسی و حکمرانی جستجو می‌کرد.
دیگر ویژگی فعالیت‌های خواستار اهتمام ویژه او در خصوص ضرورت مراعات حقوق شهروندی برای همه قشرها جامعه و برخورداری همه گرایش‌های سیاسی و عقیدتی از آزادی‌های اساسی است. او همچنین در آخرین موضع‌گیری‌های خود تصریح کرده که رهبری و مدیریت مبارزات در دوره گذار باید با محوریت نیروهای داخل کشور باشد.

## بازداشت مهر ۱۳۹۷
بعد از اعتصاب‌های سراسری معلمان در روزهای ۲۲ و ۲۳ مهرماه ۹۷ که برخوردهای امنیتی با این صنف شدت گرفت هاشم خواستار عصر روز سه‌شنبه ۱ آبان ۱۳۹۷ در مقابل ورودی باغ شخصی خود در اطراف مشهد بازداشت شد. خانواده او پس از پیگیری‌های مکرر از نهادهای امنیتی و یک روز بی‌خبری از ایشان طی تماس تلفنی مطلع شدند که او توسط مأمورین اطلاعات سپاه بازداشت شده و به دلایل نامشخصی به بخش روانی بیمارستان ابن سینا مشهد منتقل شده‌است. پس از مراجعه خانواده به بیمارستان، نیروهای امنیتی اجازه ملاقات ندادند و هیچ توضیحی برای بستری کردن او که سابقه هیچ بیماری و مشکل روانی نداشته در بخش مخصوص اختلالات و ناهنجاری‌های روانی بیمارستان ذکر نکردند. هاشم خواستار در اعتراض به این رفتارها و برخوردهای خشونت‌آمیز، در بیمارستان ابن سینا، دست به اعتصاب غذا زد. پزشکان از تجویز هرگونه دارو برای او خودداری کردند و در طول بازداشت این فعال مدنی، مأموران امنیتی در بیمارستان حضور داشتند. هاشم خواستار پس از ۱۹ روز بازداشت در ۱۹ آبان ۱۳۹۷ آزاد شد.

## نامه سرگشاده، حکم زندان و تبعید
در ۱۳ بهمن ۱۳۹۸ هاشم خواستار به ۱۶ سال زندان، سه سال تبعید به شهرستان نیکشهر و سه سال ممنوعیت خروج از کشور به جرم امضاء یک نامه سرگشاده به همراه ۱۴ فعال مدنی و سیاسی در ۲۱ خرداد ۱۳۹۸ که در آن خواستار استعفای سید علی خامنه‌ای از رهبری و تغییر در پایه‌های قانون اساسی شده بودند، محکوم شد.

## دوران زندان
همسر هاشم خواستار، صدیقه مالکی فرد، در ۱۷ تیر ۹۹ خبر از انتقال وی به دلیل نامعلومی از زندان وکیل‌آباد مشهد با دستبند و پابند به پزشک قانونی داد.
او با انتشار نامه‌ای در اردیبهشت ۱۴۰۲ از برگزاری دادگاهی جدیدی به اتهام توهین به «خامنه‌ای و خمینی و تبلیغ علیه نظام» خبر داد. او در این نامه نوشته‌است که در دادگاه خطاب به قاضی با اشاره به رفتار لوئی شانزدهم با مردم که به انقلاب فرانسه منتهی شد، گفته است :«این روزهای آخر نظام‌تان است، تصور نکنید که می‌توانید به حکومت ادامه دهید.»